# Araucaria biramulata
Araucaria biramulata – gatunek drzewa iglastego z rodziny araukariowatych. Endemit wyspy Nowa Kaledonia, gdzie odkryty najpierw został w południowej części wyspy, a później na dwóch izolowanych stanowiskach także na jej północy. Rośnie na glebach ultrazasadowych w wilgotnych, wiecznie zielonych lasach na stokach gór od 190 do 1150 m n.p.m., w obszarach o średnich opadach rocznych wynoszących od 1500 do 3000 mm. Ma status gatunku narażonego na wymarcie w czerwonej liście IUCN. Ok. 25% populacji składającej się z kilku tysięcy osobników znajduje się na terenach chronionych. Zagrożeniem dla gatunku jest niszczenie siedlisk z powodu działalności górniczej oraz pożary.

## Morfologia

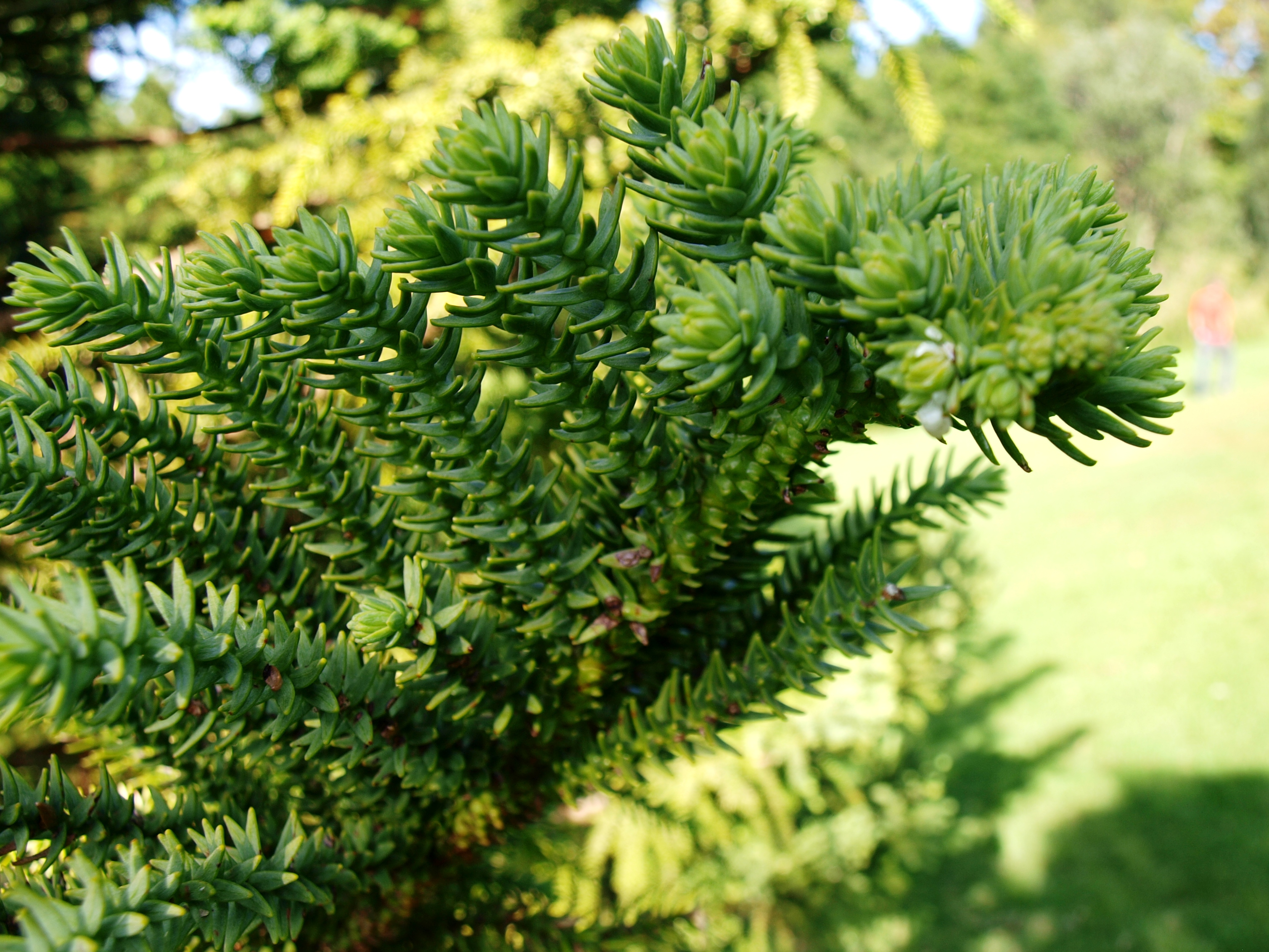
Pęd Araucaria biramulata

PokrójDrzewo o pokroju kolumnowym lub stożkowatym, osiągające do 30 m wysokości, z licznymi, szeroko rozpościerającymi się gałęziami, ale korona luźna, na szczycie zaostrzona lub zaokrąglona. Kora na pniu do 2 cm grubości, szara do brązowej, łuszcząca się cienkimi, poziomymi pasmami. Pędy silnie rozgałęzione na końcach.
LiścieMłodociane igły niespłaszczone, zagięte ku wierzchołkowi pędu i zaostrzone. Dorosłe rozpostarte, łuskowate, jajowatego kształtu z wyraźną żyłką centralną, osiągające długość 7–9 mm i szerokość 5–6 mm, na wierzchołku zaostrzone i zagięte.
SzyszkiZ kwiatami męskimi walcowate, o długości 6–7 cm i średnicy do 2 cm. Wyrastają na końcach pędów i na początku kwitnienia skierowane są ku górze, a po wysypaniu pyłku zwieszają się. Łuski ostre z 7–8 pylnikami (mikrosporangiami) rozwijającymi się na trójkątnych mikrosporofilach. Szyszki z kwiatami żeńskimi kulistawe, osiągają do 11 cm długości i 10 cm średnicy. Wyrastają na krótkich gęsto ulistnionych pędach i są wzniesione. Rozwijają się pojedynczo, rzadko po kilka. Łuski wspierające prosto wzniesione, do 8 mm długości. Nasiona to jajowate orzeszki z jajowatymi skrzydełkami osiągające do 3 cm długości, po dojrzeniu jasnobrązowe.
Gatunki podobneAraucaria bernieri, A. scopulorum i A. humboldtensis. Cechy wyróżniające A. biramulata to: dorosłe liście końcowych gałązek na pędzie są krótsze lub podobnej długości jak ich nasady; regularna zmienność długości liści wzdłuż pędów; brak rozszerzeń blaszki u nasady dorosłych liści.